# Dolní Radechová
Dolní Radechová (en allemand : Nieder Radechau) est une commune du district de Náchod, dans la région de Hradec Králové, en Tchéquie. Sa population s'élevait à 747 habitants en 2022.

## Géographie
Dolní Radechová se trouve à 3 km au nord-nord-ouest du centre de Náchod, à 13 km au nord-est de Hradec Králové et à 129 km à l'est-nord-est de Prague.
La commune est limitée par Zábrodí et Horní Radechová au nord, par Náchod à l'est et au sud, et par Kramolna à l'ouest.

## Histoire
La première mention écrite de la localité date de 1415.

## Transports
Par la route, Dolní Radechová se trouve à 4 km de Náchod, à 43 km de Hradec Králové et à 164 km de Prague.